# Skjálfandi
La Skjálfandi, toponyme islandais signifiant littéralement en français « tremblant » en référence aux fréquents séismes de la zone de fracture de Tjörnes, est une baie du Nord de l'Islande. Les séismes sont nombreux dans cette région mais la plupart d'entre eux ne sont enregistrés que par les sismographes.
Sur sa côte ouest se trouvent essentiellement des montagnes de la Flateyjarskagi et à l'est une plaine littorale avec la petite ville portuaire de Húsavík.
Du port de cette ville, il est possible de participer à des tours en bateaux de pêche pour observer des baleines de toutes sortes.

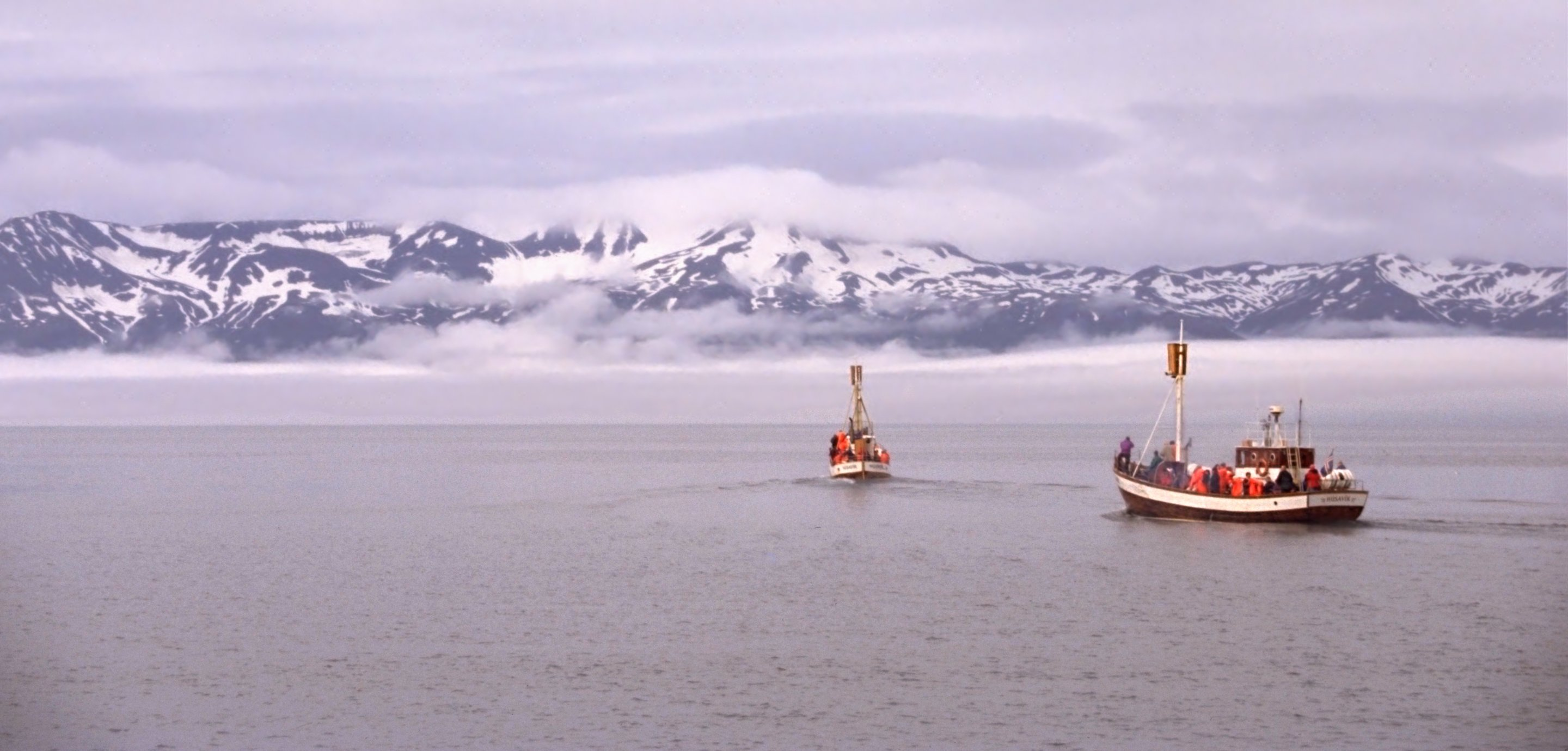
Bateaux d'observation des baleines dans la baie de Skjálfandi en hiver.